# خودکشی در اسپانیا

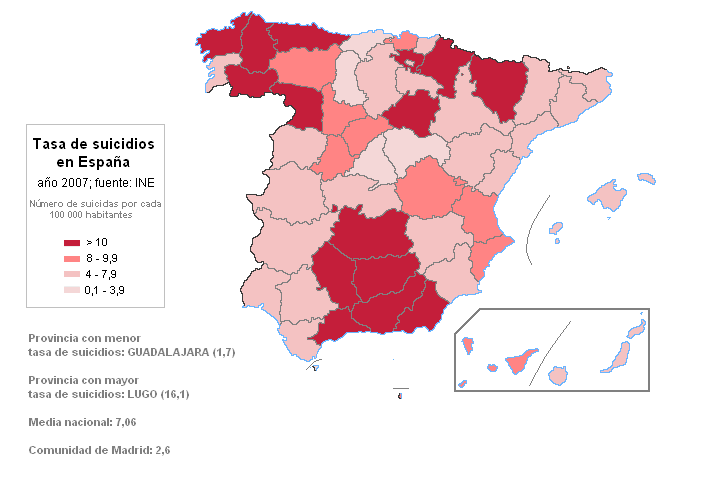
نرخ خودکشی در اسپانیا تا ۲۰۰۷ برپایه داده‌های سازمان ملی آمار اسپانیا.

خودکشی در اسپانیا بیش‌تر توسط مردان صورت می‌پذیرد.
در کشور اسپانیا، خودکشی ناشی از تخلیه خانه از سوی صاحب‌خانه‌ها یا اجرائیه سند رهنی که گاهی حتی فرد و خانواده‌اش برای سالیان سال در آن جا سکونت داشته‌اند، امری رایج است. طبق آمارها، در سه‌ماهه نخست ۲۰۱۲، روزانه ۵۱۷ خانه در اسپانیا تخلیه می‌شد و در کل، در آن سال ۱۰۱٬۰۳۴ خانه تخلیه شد. خودکشی‌های ناشی از تخلیه منزل در اسپانیا هم به سبب موانع قانونی در زمینه قوانین رهن منزل و هم به سبب بحران اقتصادی برای این کشور به صورت مشکل اساسی درآمد.
طبق آمار گروه خانه‌ها را تخلیه نکنید، بخشی از گروه آسیب‌دیدگان رهن منزل، خودکشی‌ها در کشور اسپانیا به سبب تخلیه منازل صورت می‌گیرند. خودکشی در واقع نخستین سبب مرگ خشن است به گونه‌ای که شمار مرگ‌های ناشی از ان، از مرگ‌های در تصادفات جاده‌ای هم بالاتر است. در ۲۰۱۰، ۳٬۱۴۵ تن در این کشور خود را کشتند.
گاهی ارتباط میان تخلیه منازل با خودکشی آن‌چنان هم واضح نیست؛ جراکه خودکشی دلایل پیچیده فردی دیگری نیز دارد. همچنین برخی از خودکشی‌های ناشی از تخلیه منازل اصلاً مشخص نمی‌شوند و در رسانه‌ها خبری از آن‌ها ارائه نمی‌شود. این خود باعث می‌گردد تا ارائه آمار این گونه خودکشی‌ها دشوار شود؛ چراکه سازمان آمار اسپانیا قادر به تحلیل دقیق آن‌ها نیست.

## سبب‌های قانونی و اقتصادی

### قانون رهن مسکن اسپانیا
قانون رهن مسکن کنونی در کشور اسپانیا، به تاریخ ۸ فوریه ۱۹۴۶ قانون‌گذاری شد که تا کنون تغییراتی در آن داده شده‌است.

### پس‌زدگی اجتماعی-اقتصادی
بحران اقتصادی ۲۰۰۸ تا ۲۰۱۳ در اسپانیا بیش‌تر به سبب پدیده حباب مسکن و به تبع آن، بحران املاک سبب تخلیه اجباری منازل زیادی گشت. طبق برآوردها از آغاز ۲۰۰۷، بیش از ۴۰۰٬۰۰۰ تخلیه منزل اجباری در اسپانیا اتفاق افتاده است. این حباب مسکن و بی‌کاری ۲۵ درصدی در اسپانیا همراه با کاهش پرداختی به بی‌کاران سبب شده تا عده بی‌شماری در این کشور هم از سوی بخش دولتی و هم خصوصی دچار پس‌زدگی اقتصادی شوند.

#### در دفاع از بی‌خانمان شدگان
مجمع دفاع از بی‌خانمان شدگان، پیشنهادهایی برای تغییر قوانین به نفع بی‌خانمان شدگان و در جهت پشتیبانی از آنان ارائه کرده‌است.